# 이주향 (철학자)
이주향(서울, 1963년 1월 19일 ~ )은 대한민국의 철학자이다.

## 학력
- 이화여자대학교 법학과 학사
- 이화여자대학교 대학원 철학과 석사
- 이화여자대학교 대학원 철학과 박사

## 경력
- 1987.06 ~ 1989.07
  - 한국의회발전연구회 책임연구원
- 1989.08 ~ 1995.02
  - 이화여자대학교 철학과 강사
- 2011.06 ~ 
  - 수원대학교 철학 강사
  - 수원대학교 교양교직과 교수
  - 국가청렴위원회 자문위원
  - KBS 객원해설위원
  - 대동철학회 홍보위원
  - 철학연구회 이사
  - 한국철학회 감사
  - 제2기 동아일보 독자위원회 위원

## 방송 활동
- KBS 1라디오 《문화쌀롱》: 진행
- KBS 1라디오 《이주향의 책마을 산책》: 진행
- KBS 1라디오 《이주향의 문화포커스》: 진행
- KBS 1라디오 《이주향의 인문학 산책》: 진행
- EBS 《철학 에세이》: 진행

## 저서
- 《나는 길들여지지 않는다》. 명진출판사. 1996년. ISBN 9788976770523
- 《운명을 디자인하는 여자》. 조선일보사. 1997년. ISBN 8973651455
- 《그래도 나는 가볍게 살고 싶다》. 청년사. 1998년. ISBN 8972782130
- 《나는 만화에서 철학을 본다》. 명진출판사. 2000년. ISBN 9788976770967
- 《현대 언어·심리철학의 쟁점들1》. 철학과현실사. 2005년. ISBN 9788977755192
- 《그림 너머 그대에게》. 예담. 2012년. ISBN 9788959136780